# Paraliparis bipolaris
Paraliparis bipolaris és una espècie de peix pertanyent a la família dels lipàrids.

## Descripció
- Fa 9,2 cm de llargària màxima.[5]

## Hàbitat
És un peix marí i batidemersal que viu entre 2.585 i 3.040 m de fondària.

## Distribució geogràfica
Es troba a l'Atlàntic nord: el sud-oest d'Irlanda.

## Observacions
És inofensiu per als humans.